# Alepocephalus productus
Alepocephalus productus es una especie de pez del género Alepocephalus, familia Alepocephalidae. Fue descrita científicamente por Gill en 1883.
Se distribuye por el Atlántico Oriental: frente al suroeste de Irlanda y Marruecos. Se ha registrado en la Argentina y posiblemente en el Pacífico Central Occidental. La longitud estándar (SL) es de 41 centímetros. Habita sobre fondos blandos. Especie batidemersal que puede alcanzar los 3500 metros de profundidad.
Está clasificada como una especie marina inofensiva para el ser humano.